# Silene macrantha
Silene macrantha là loài thực vật có hoa thuộc họ Cẩm chướng. Loài này được (Pancic) H.Neumayer miêu tả khoa học đầu tiên năm 1918.